# Contea di Linn (Oregon)
La contea di Linn (in inglese Linn County) è una contea dello Stato dell'Oregon, negli Stati Uniti. La popolazione al censimento del 2000 era di 103 069 abitanti. Il capoluogo di contea è Albany.

## Geografia
La contea si trova nel centro-est dello Stato. La contea è attraversata dai fiumi Willamette e Santiam. Le catena montuosa principale è la Catena delle Cascate e il Pacific Crest Trail attraversa la contea.

### Contee confinanti
- Contea di Marion - nord
- Contea di Jefferson - est
- Contea di Deschutes - sud-est
- Contea di Lane - sud
- Contea di Benton - ovest
- Contea di Polk - nord-ovest

## Storia
La contea fu creata nel 1847 e fu chiamata così in onore del senatore Lewis F. Linn.

## Cities
| - Albany (capoluogo) - Brownsville - Gates - Halsey - Harrisburg - Idanha - Lebanon - Lyons | - Mill City - Millersburg - Scio - Sodaville - Sweet Home - Tangent - Waterloo |